# Кузьмичёва, Регина Ивановна
Регина Ивановна Кузьмичёва (род. 8 января 1956, Таллин) — русская советская балерина. Заслуженная артистка РСФСР (1981).

## Биография
Родилась в 1956 году в Таллине, Эстонская ССР.
В 1974 году окончила Пермское государственное хореографическое училище (класс Л. П. Сахаровой).
В 1974—1986 годах — солистка Пермского театра оперы и балета.
Исполняла партии: Мирта и Жизель («Жизель»), Китри («Дон Кихот»), Аврора («Спящая красавица»), Одетта-Одиллия («Лебединое озеро»), Никия (акт «Тени» из балета «Баядерка»), Джульетта («Ромео и Джульетта»), Смеральдина («Слуга двух господ»), Эвридика («Орфей и Эвридика») и другие.
В документальном фильме «Вступление в балет» (1975, «Пермьтелефильм»; показано исполнение Кузмичевой вариации из балета «Жизель».
С 1986 года — солистка балета Михайловского театра.
Партии: Фадетта («Фадетта»), Жизель («Жизель»), Сванильда («Коппелия»), Одетта-Одиллия («Лебединое озеро»), Джульетта («Ромео и Джульетта»), Медора («Корсар»), Маша («Щелкунчик»), Аврора («Спящая красавица») и другие.
В 1987 году исполнила главную роль в художественном фильме «Миф» по мотивам повести Кирилла Ласкари «Двадцать третий пируэт».

Балерина лирико-драматического плана. Исполнение отличается одухотворённым мастерством, внутренней значительностью создаваемых образов.— Русский балет. Энциклопедия
С 1998 года — педагог-репетитор Михайловского театра.